# 王会生
王会生（1956年—），汉族，毕业于东北电力大学，高级工程师。中共第十八届中纪委委员，第十一届全国政协委员，第十三届全国政协常委。
历任国家计委投资司处长，国家开发银行综合计划局副局长，国家开发投资公司综合计划部主任、总经理助理兼综合计划部主任、总工程师兼综合计划部主任，国家开发投资公司副总经理、党组成员，国家开发投资公司总裁、党组书记，国家开发投资公司董事长、党组书记，国家开发投资集团有限公司董事长、党组书记。2008年，当选第十一届全国政协委员，代表经济界，分入第三十七组。2018年1月，当选第十三届全国政协委员。2019年8月，卸任国家开发投资集团有限公司董事长、党组书记。